# Entoloma rimulosum
Entoloma rimulosum är en svampart som tillhör divisionen basidiesvampar, och som beskrevs av Machiel Evert ("Chiel") Noordeloos. Entoloma rimulosum ingår i släktet Entoloma, och familjen Entolomataceae. Arten har ej påträffats i Sverige.